# Prison d'Alcalá-Meco
La prison d'Alcalá-Meco est un centre pénitentiaire situé dans la commune d'Alcalá de Henares, dans la communauté de Madrid.

## Architecture
Construite en 1981, l'architecture de la prison d'Alcalá-Meco est unique en Espagne, s'inspirant d'un modèle suisse de prison de haute sécurité qui n'a pas été repris par la suite.
L'ensemble est divisé en deux zones de détention symétriques, indépendantes l'une de l'autre, mais partageant tout de même des équipements en commun : services, cuisines et équipements sportifs. Il y a en extérieur un terrain de football.
Les cellules ont une dimension de 12m².

## Affectation
Initialement utilisée comme prison de haute sécurité, l'édifice abrite désormais des personnes soit condamnées soit en détention préventive dans l'attente d'un jugement par l'Audience nationale. Elle reçoit également des personnes condamnées issues du secteur.
Elle a une capacité d'environ deux mille détenus.

## Prisonniers notables
Parmi les prisonniers notables, passés ou présents, de la prison d'Alcalá-Meco figurent notamment :
- Mariano Rubio (1931-1999), économiste et ancien gouverneur de la  banque d'Espagne ;
- José María Ruiz-Mateos (1931-2015), homme politique et entrepreneur ;
- Howard Marks (1945-2016), écrivain et trafiquant de drogues britannique ;
- Javier de la Rosa (1947-), avocat et chef d'entreprise espagnol ;
- Mario Conde (1948-), entrepreneur, avocat et homme politique ;
- Julián Sancristóbal (1952-), homme politique basque ;
- Carme Forcadell (1955-), ancienne présidente du Parlement de Catalogne ;
- Dolors Bassa (1959-), syndicaliste et femme politique catalane ;
- Meritxell Borràs (1964-), femme politique catalane ;
- Jorge García Sertucha (1968-), membre d'ETA.

Le 1er février 2019, l'ensemble des personnalités inculpées depuis fin 2017 en raison du processus indépendantiste catalan sont transférées dans les prisons d'Alcalá-Meco  et de Soto del Real dans l'attente de leur jugement par l'Audience nationale.

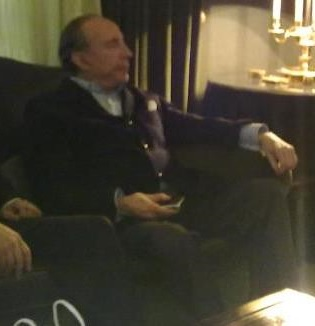
José María Ruiz-Mateos
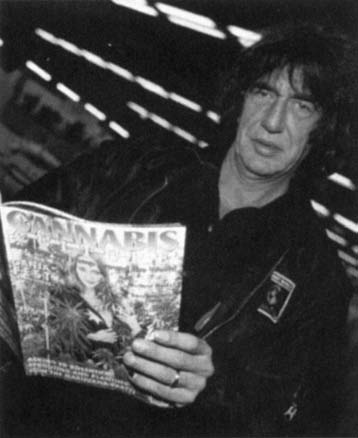
Howard Marks
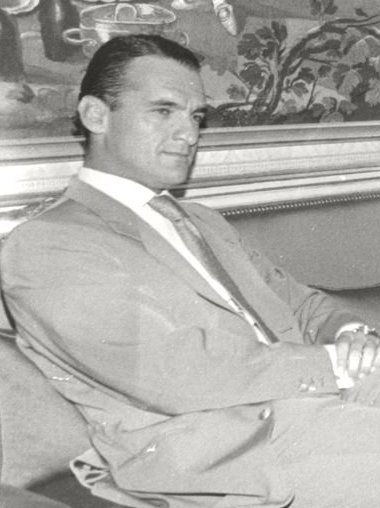
Mario Conde
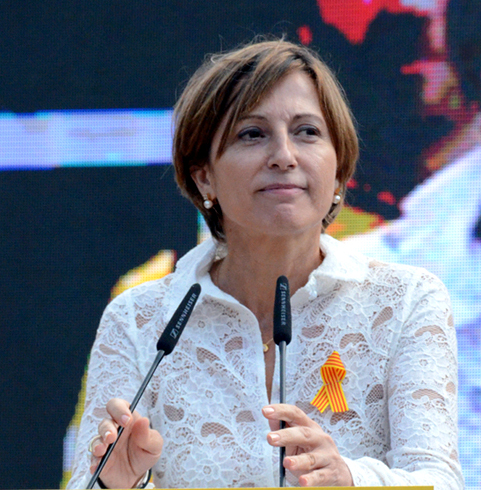
Carme Forcadell
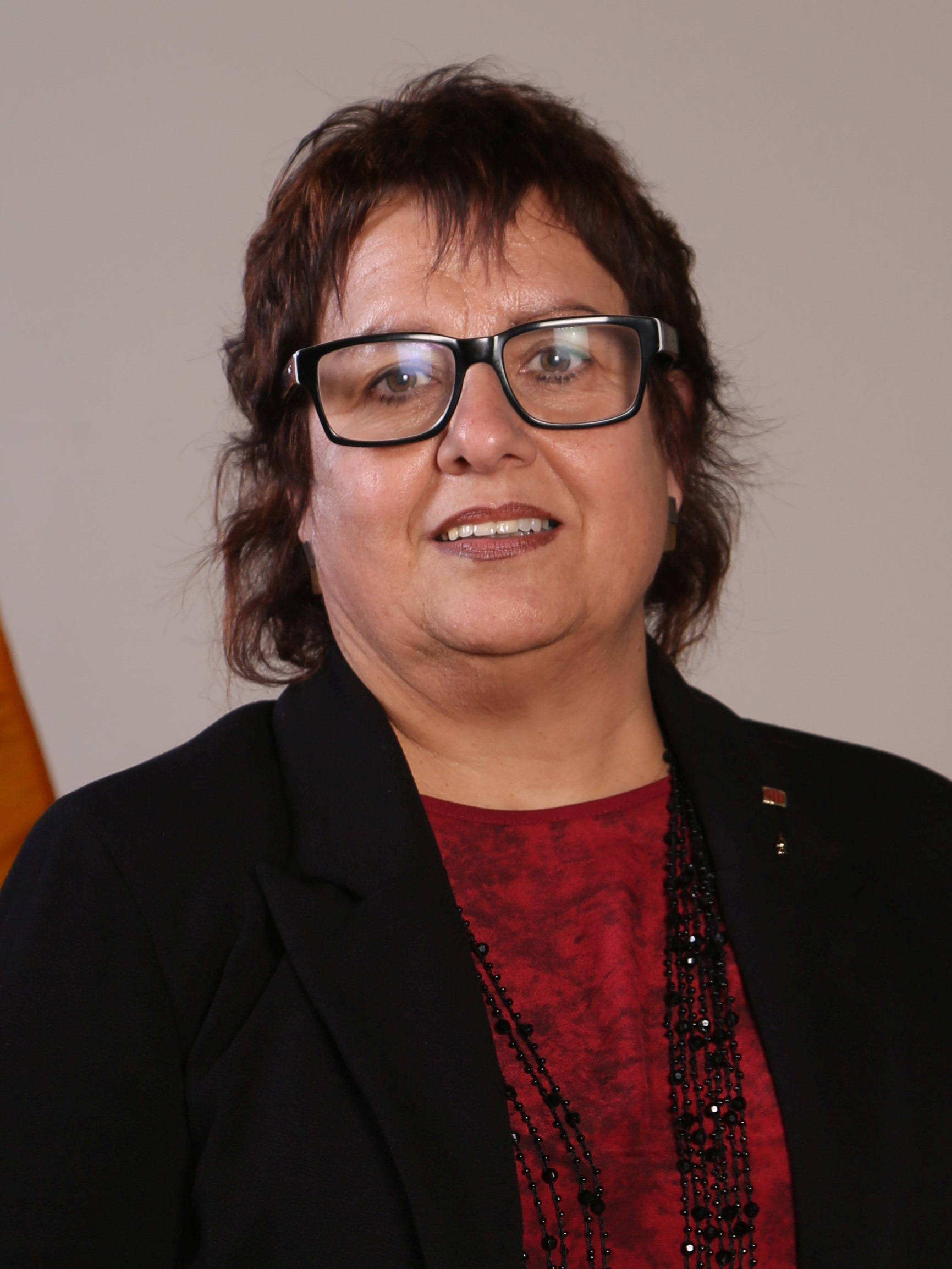
Dolors Bassa
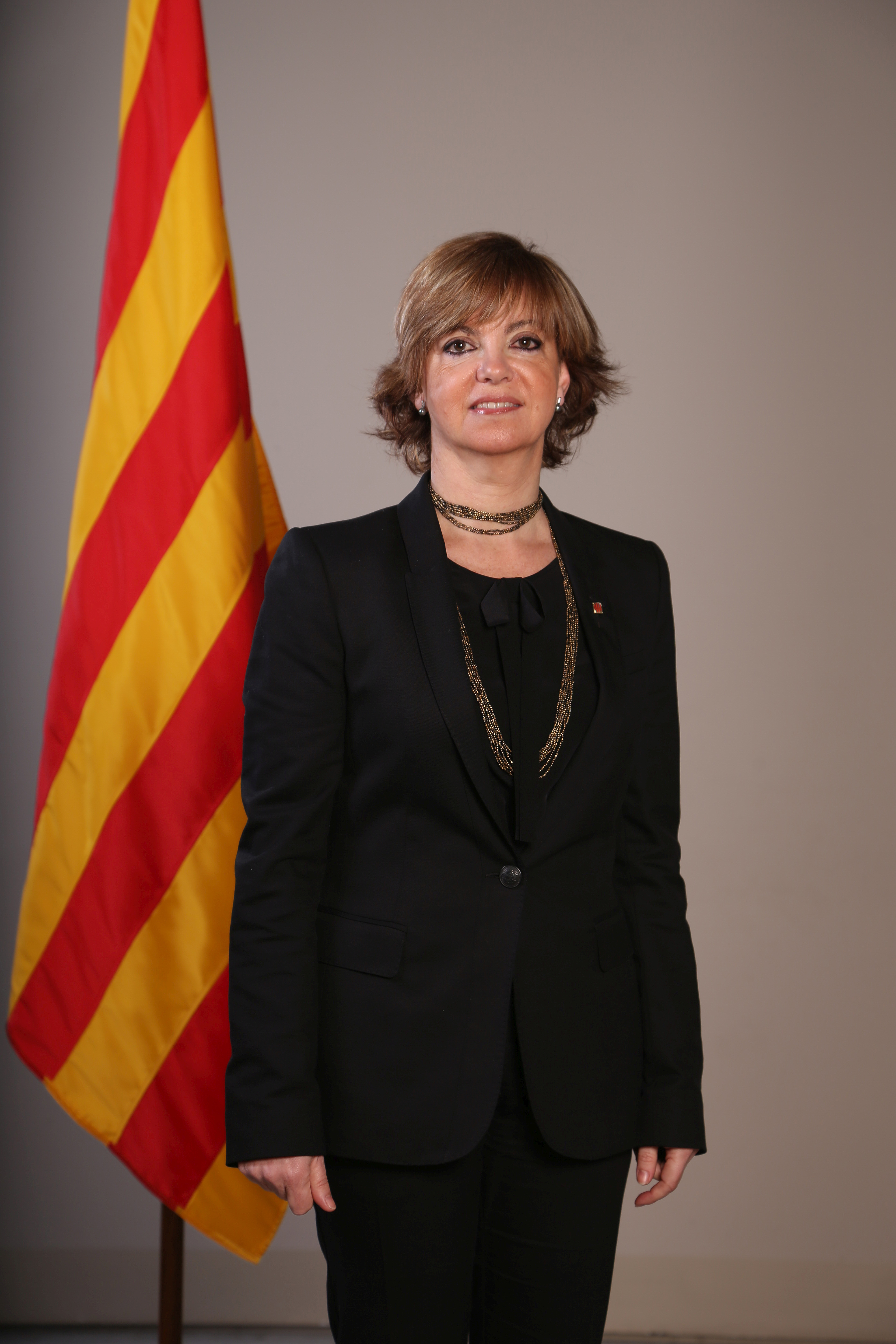
Meritxell Borràs

## Sports
La prison possède une équipe de football qui participe à la 3e ligue régionale de football. Tous les matches sont joués sur le terrain du centre pénitentiaire.
En 2011, le consul en Espagne de la République dominicaine organise une rencontre amicale entre l'équipe de République dominicaine de basket-ball et une équipe constituée de prisonniers dominicains.